# きみの友だち
『きみの友だち』（きみのともだち）は、重松清による10本の短編による小説集。新潮社より2005年10月20日に刊行。短編小説集ではあるがそれぞれの話に繋がりがある連作形式をとっている。 
また、WOWOW FILMSによる映画が2008年7月26日に公開された。

## 収録作品
全編とも『小説新潮』に掲載された。
- あいあい傘（2004年7月号、「なわとび」を改題）
- ねじれの位置（2004年9月号）
- ふらふら（2004年11月号）
- ぐりこ（2005年1月号）
- にゃんこの目（2005年2月号）
- 別れの曲（2005年3月号、「アンダンテ」を改題）
- 千羽鶴（2005年4月号）
- かげふみ（2005年5月号）
- 花いちもんめ（2005年6月号）
- きみの友だち（2005年7月号）

## 映画

### キャスト
- 和泉恵美：石橋杏奈
  - 小学生の頃、交通事故に遭い、松葉杖生活となる。事故の日、自分の傘に無理矢理入ってきて、の原因を作った同級生を恨むことから始まり、周りに壁を作っていく。そんな中、同じく孤立しており病弱な由香とのふれあいを通して少しずつ変化していく。いつも無愛想で、ほぼ自分からは話しかけない、笑顔を向けない。集団で群れるのを極端に嫌う。成績は優秀。
- 楠原由香：北浦愛
  - 生まれつき腎臓が弱く入院と退院を繰り返していたことにより友達がいない。恵美との縄跳びの練習や雨の日の登下校で恵美との仲を深めていく。恵美とは対照的に、常に笑顔で温和な性格。
- 花井恭子：吉高由里子
  - 恵美と由香の同級生。親友の行動に振り回されてばかりだったことから「心因性視力障害」になってしまう。そのせいで眼鏡をかける時期があった。
- 中原：福士誠治
- 和泉文彦：森田直幸
  - 恵美の弟。親しい人からは「ブン」と呼ばれる。成績優秀。運動神経も良く、小学生の頃モトが転校してきて初めて挫折を知る。モトとはライバルであり親友。負けず嫌い。
- 佐藤先輩：柄本時生
- 琴乃：華恵
- 保健の先生：中村麻美
- 眼科医：大森南朋
- フリースクールの校長：柄本明
- 楠原勲：田口トモロヲ
- 楠原純子：宮崎美子
- モト：山田健太
  - 中西基哉。小学生の頃、文彦が通う学校に転校。文彦とは勉強や運動においてトップを争う。
- 恭子の母：蜷川みほ
- 和泉文彦（幼少）：吉田翔

### スタッフ
- 監督：廣木隆一
- 脚本：斉藤ひろし
- 撮影：芦澤明子（J.S.C.）
- 照明：豊見山明長
- 美術：山下修侍
- 録音：深田晃
- 編集：大永昌弘
- 劇中写真：原田奈々
- 製作：WOWOW、ポニーキャニオン、ビターズ・エンド、毎日新聞社、ツインズジャパン

### 主題歌
- 一青窈「つないで手」（コロムビアミュージックエンタテインメント）

### 挿入曲
- 松崎ナオ 「hello, goodbye」
- Au Revoir Simone（オ・ルヴォワール・シモーヌ） 「The Lucky One」「Don't See The Sorrow」
- Miyauchi Yuri 「hi」「malce」

### 受賞歴
- 2009年 第30回ヨコハマ映画祭：最優秀新人賞（石橋杏奈）、撮影賞（芦澤明子）
- 2009年 第23回高崎映画祭：最優秀助演女優賞（吉高由里子）